# ニュー・ジャズ・オーケストラ
ニュー・ジャズ・オーケストラ（The New Jazz Orchestra、NJO）は、1963年から1970年まで活躍したイギリスのジャズ・ビッグバンドである。

## 起源とメンバー
ニュー・ジャズ・オーケストラは、ブラックヒースにあるパブ「グリーンマン」に拠点を置く人気の週末ジャズクラブ「ジャズハウス」（アリソン・クローズに道を譲るために解体された）の「ハウス」バンド、イアン・バード・クインテットの末裔である。当初はイアン・バード（テナー・サックス）、クライヴ・バロウズ（バリトン・サックス）、ジョニー・ミーリング（ピアノ）、トニー・リーヴス（ベース）、トレヴァー・トムキンス（ドラム）で構成されていた。ミーリングとトムキンスは、新たに結成されたレンデル＝カー・クインテットに加わるために脱退し、それぞれポール・レイモンドとジョン・ハイズマンが引き継いだ。
アンサンブルはロンドンを拠点とする多数のジャズ・ミュージシャンをフィーチャーし、その中には、ハリー・ベケット、ジャック・ブルース、イアン・カー、デイヴ・ジェリー、マイケル・ギブス、ディック・ヘクストール＝スミス、ジョン・ハイズマン、ヘンリー・ロウサー、ドン・レンデル、フランク・リコッティ、ポール・ラザフォード、バーバラ・トンプソン、トレヴァー・トムキンス、マイケル・フィリップソン、レス・カーター、トム・ハリス、トレヴァー・ワッツ、ライオネル・グリッグソンなどがいた。ニール・アードレイ、ギブス、カーター、ラザフォード、マイケル・ガーリック、作曲家のマイク・テイラーはすべて、楽曲と編曲に貢献した。
ニュー・ジャズ・オーケストラのアイデアは、1963年の秋に、クライヴ・バロウズとレス・カーター（クラブの常連ヘルパーのひとりでポスター・ライター）との「ビッグバンドと可能性について」の熱狂的な深夜の会話から生まれた。イアン・バード・クインテットを核とするようなバンドを形づくるという決定で、会話は終了した。バロウズは（ミュージシャンたちの電話番号の）「本」を持ち、カーター（発展途上のアマチュアのフルート奏者）は最初のレパートリーを膨らませるためにいくつかのアレンジを書くことを引き受けた。
新たに結成されたバンドは、1963年のクリスマスのグリーンマンで「ザ・バード / バロウズ・ビッグ・バンド (The Bird / Burrows Big Band)」としてデビューした。イアン・バードが1964年にグループから離れた後、バンドは一時的に「ネオテリック・ジャズ・オーケストラ (The Neoteric Jazz Orchestra)」となったが、後にニュー・ジャズ・オーケストラ（NJO）に落ち着いた。
1964年の後半、ニュー・ジャズ・オーケストラはリーダーがいない（バロウズがプロになるために脱退していた）ことが露見し、ほとんどギグを行うこともなく、やや熱意に欠けるようになっていた。イアン・カー（それまでにトランペット・セクションに参加していた）は、レス・カーター（リハーサルを指揮していた）に近づき、彼の友人がバンドの演奏をアレンジするのはどうかと提案を行った。その「友人」とは、ピアニストで作曲家のニール・アードレイであることが判り、アレンジしたのは、デューク・エリントンの「In a Mellow Tone」であった。それから間もなく、アードレイはニュー・ジャズ・オーケストラのリーダーシップを引き継ぐためにメンバーから招かれ、1971年まで看板を引き受けた。
ギル・エヴァンスの認めた弟子であるアードレイのもとで、ニュー・ジャズ・オーケストラのメンバーと楽器演奏は、彼の進化するアレンジと作曲スタイルの色に染まり、カメレオンのように変化した。然して、1993年、楽器とメンバーの（ほぼ）オリジナルのパレットが、ロンドンのバービカン・センターでの30周年記念ギグのためついに再結成した。

## ディスコグラフィ

### アルバム
- Western Reunion London 1965 (1965年、Decca Records)
- Le Déjeuner Sur L'Herbe (1969年、Verve Records)
- Camden '70 (2008年、Dusk Fire Records) ※カムデン・フェスティバルでのライブ